# 린디타 코드라
린디타 코드라(알바니아어: Lindita Kodra, 1962년 5월 11일 ~ )는 알바니아의 사격 선수이다.

## 경력
쿠커스 출신이다. 크로아티아 자그레브에서 열린 2006년 세계 선수권 대회 10m 공기 권총 종목에서 27위를 기록했다. 이후 2007년에 스페인 그라나다에서 열린 유럽 선수권 대회 25m 권총 종목에서 787.4점을 기록, 독일의 뭉흐바야르 도르지수렌, 불가리아의 마리야 그로즈데바를 누르고 45세의 나이로 우승을 차지했다.